# Bahrettinia arida
Bahrettinia arida là một loài ruồi trong họ Tachinidae.